# 8e Satellite Awards
De uitreiking van de 8e Satellite Awards, waarbij prijzen werden uitgereikt in verschillende categorieën voor film en televisie uit het jaar 2003, vond plaats in Los Angeles op zaterdag 21 februari 2004.

## Film

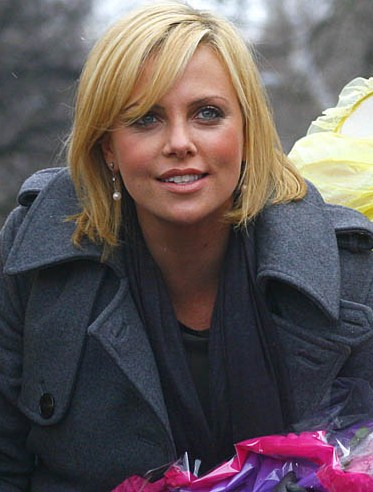
Charlize Theron (Monster), winnaar beste actrice in een dramafilm

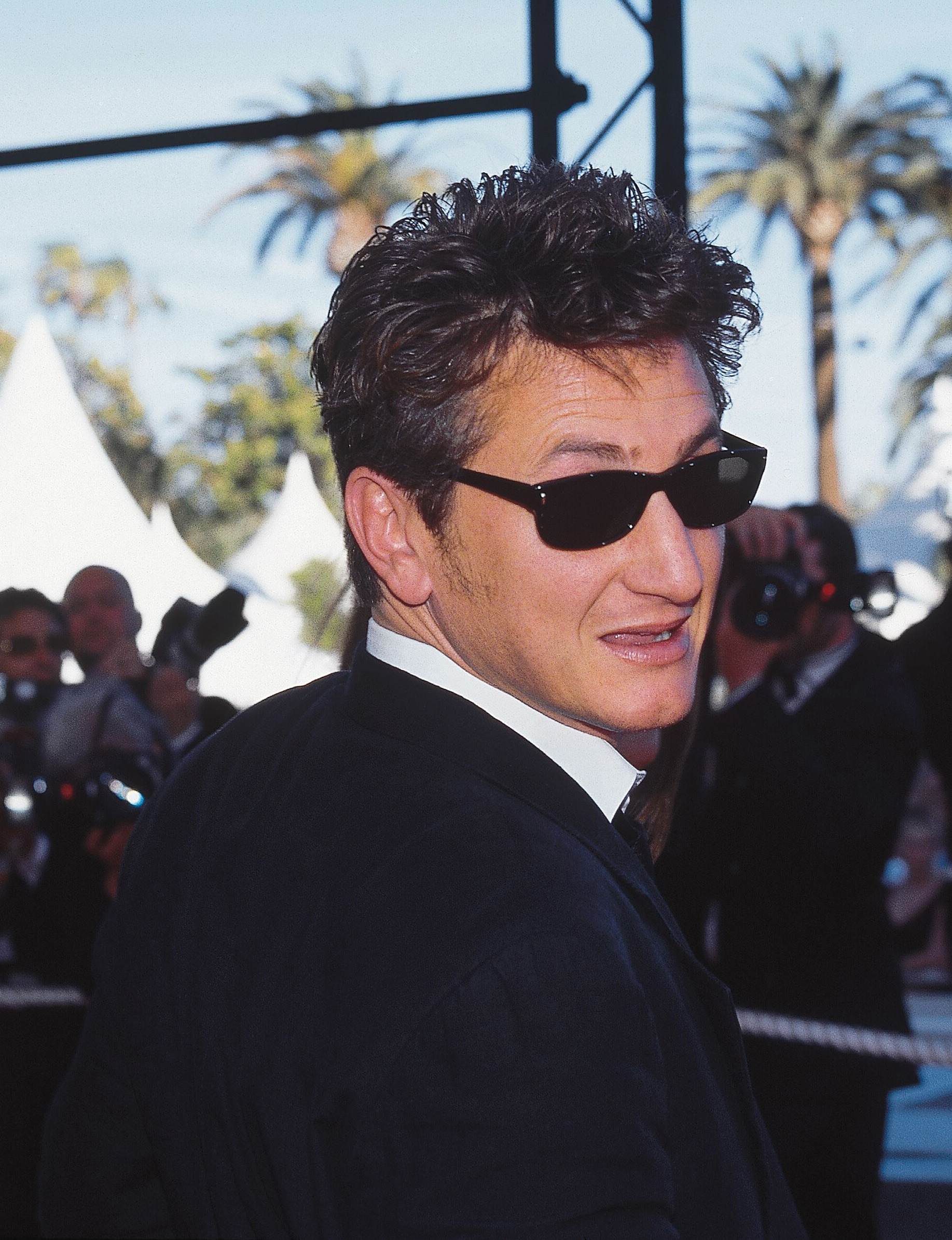
Sean Penn (21 Grams en Mystic River), winnaar beste acteur in een dramafilm

Diane Keaton (Something's Gotta Give), winnaar beste actrice in een komische of muzikale film

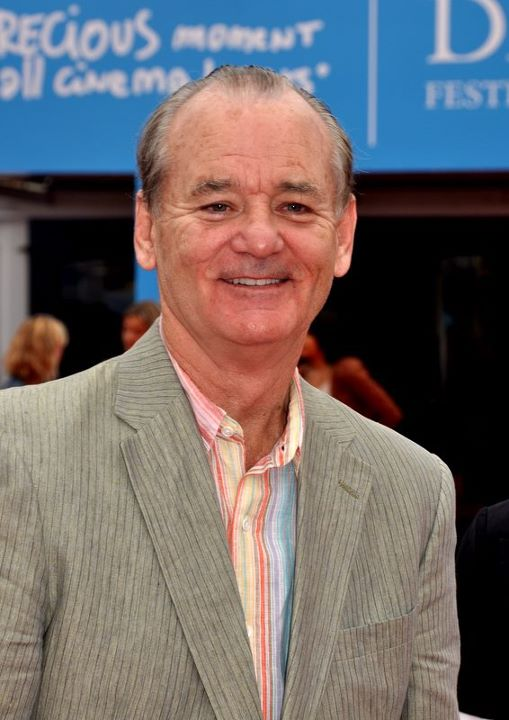
Bill Murray (Lost in Translation), winnaar beste acteur in een komische of muzikale film

### Beste dramafilm
- In America
  - The Last Samurai
  - The Lord of the Rings: The Return of the King
  - Master and Commander: The Far Side of the World
  - Mystic River
  - Thirteen
  - Whale Rider

### Beste komische of muzikale film
- Lost in Translation
  - American Splendor
  - Bad Santa
  - Bend It Like Beckham
  - A Mighty Wind
  - Pirates of the Caribbean: The Curse of the Black Pearl

### Beste actrice in een dramafilm
- Charlize Theron - Monster
  - Jennifer Connelly - House of Sand and Fog
  - Toni Collette - Japanese Story
  - Samantha Morton - In America
  - Nikki Reed - Thirteen
  - Naomi Watts - 21 Grams
  - Evan Rachel Wood - Thirteen

### Beste acteur in een dramafilm
- Sean Penn - 21 Grams en Mystic River
  - Hayden Christensen - Shattered Glass
  - Paddy Considine - In America
  - Tom Cruise - The Last Samurai
  - Jude Law - Cold Mountain
  - William H. Macy - The Cooler

### Beste actrice in een komische of muzikale film
- Diane Keaton - Something's Gotta Give
  - Jamie Lee Curtis - Freaky Friday
  - Hope Davis - American Splendor
  - Katie Holmes - Pieces of April
  - Diane Lane - Under the Tuscan Sun
  - Helen Mirren - Calendar Girls

### Beste acteur in een komische of muzikale film
- Bill Murray - Lost in Translation
  - Jack Black - School of Rock
  - Johnny Depp - Pirates of the Caribbean: The Curse of the Black Pearl
  - Robert Downey, Jr. - The Singing Detective
  - Paul Giamatti - American Splendor
  - Billy Bob Thornton - Bad Santa

### Beste actrice in een bijrol in een dramafilm
- Maria Bello - The Cooler
  - Emma Bolger - In America
  - Annette Bening - Open Range
  - Patricia Clarkson - The Station Agent
  - Marcia Gay Harden - Mystic River
  - Holly Hunter - Thirteen

### Beste acteur in een bijrol in een dramafilm
- Djimon Hounsou - In America
  - Alec Baldwin - The Cooler
  - Jeff Bridges - Seabiscuit
  - Benicio del Toro - 21 Grams
  - Omar Sharif - Meneer Ibrahim en de bloemen van de koran
  - Ken Watanabe - The Last Samurai

### Beste actrice in een bijrol in een komische of muzikale film
- Patricia Clarkson - Pieces of April
  - Shaheen Khan - Bend It Like Beckham
  - Scarlett Johansson - Lost in Translation
  - Catherine O'Hara - A Mighty Wind
  - Emma Thompson - Love Actually
  - Julie Walters - Calendar Girls

### Beste acteur in een bijrol in een komische of muzikale film
- Eugene Levy - A Mighty Wind
  - Johnny Depp - Once Upon a Time in Mexico
  - Bill Nighy - Love Actually
  - Sam Rockwell - Matchstick Men
  - Geoffrey Rush - Pirates of the Caribbean: The Curse of the Black Pearl
  - Thomas Sangster - Love Actually

### Beste niet-Engelstalige film
- Cidade de Deus (Brazilië)
  - Les Invasions barbares (Canada)
  - Ein Lied von Liebe und Tod (Duitsland)
  - Meneer Ibrahim en de bloemen van de koran (Frankrijk)
  - Osama (Afghanistan/Iran)
  - Spring, Summer, Fall, Winter... and Spring (Zuid-Korea)

### Beste geanimeerde of mixed media film
- Les Triplettes de Belleville
  - Brother Bear
  - Finding Nemo
  - Looney Tunes: Back in Action
  - Millennium Actress
  - Sinbad: Legend of the Seven Seas

### Beste documentaire
- Amandla!: A Revolution in Four-Part Harmony
  - Capturing the Friedmans
  - The Fog of War: Eleven Lessons from the Life of Robert S. McNamara
  - Lost in La Mancha
  - My Flesh and Blood
  - Stevie

### Beste regisseur
- Jim Sheridan - In America
  - Niki Caro - Whale Rider
  - Sofia Coppola - Lost in Translation
  - Clint Eastwood - Mystic River
  - Catherine Hardwicke - Thirteen
  - Robert Pulcini en Shari Springer Berman - American Splendor

### Beste origineel script
- Lost in Translation - Sofia Coppola
  - 21 Grams - Guillermo Arriaga
  - The Cooler - Frank Hannah en Wayne Kramer
  - Kill Bill: Vol. 1 - Quentin Tarantino en Uma Thurman
  - The Station Agent - Thomas McCarthy
  - Thirteen - Catherine Hardwicke en Nikki Reed

### Beste bewerkte script
- Mystic River - Brian Helgeland
  - American Splendor - Robert Pulcini en Shari Springer Berman
  - Cold Mountain - Anthony Minghella
  - Seabiscuit - Gary Ross
  - Shattered Glass - Billy Ray
  - Whale Rider - Niki Caro

### Beste filmsong
- "Siente mi amor" - Once Upon a Time in Mexico
  - "Cross the Green Mountain" - Gods and Generals
  - "Great Spirits" - Brother Bear
  - "The Heart of Every Girl" - Mona Lisa Smile
  - "How Shall I See You Through My Tears" - Camp
  - "A Kiss at the End of the Rainbow" - A Mighty Wind

### Beste cinematografie
- The Last Samurai
  - Girl with a Pearl Earring
  - The Lord of the Rings: The Return of the King
  - Master and Commander: The Far Side of the World
  - Mystic River
  - Seabiscuit

### Beste visuele effecten
- Master and Commander: The Far Side of the World
  - Kill Bill: Vol. 1
  - The Last Samurai
  - The Lord of the Rings: The Return of the King
  - Pirates of the Caribbean: The Curse of the Black Pearl
  - Terminator 3: Rise of the Machines

### Beste montage
- The Last Samurai
  - House of Sand and Fog
  - The Lord of the Rings: The Return of the King
  - Master and Commander: The Far Side of the World
  - Mystic River
  - Seabiscuit

### Beste soundtrack
- "The Last Samurai" - Hans Zimmer
  - "Camp" - Stephen Trask
  - "Cold Mountain" - Gabriel Yared
  - "Finding Nemo" - Thomas Newman
  - "The Lord of the Rings: The Return of the King" - Howard Shore
  - "The Missing" - James Horner
  - "Seabiscuit" - Randy Newman

### Beste geluidseffecten
- Master and Commander: The Far Side of the World
  - Kill Bill: Vol. 1
  - The Last Samurai
  - The Lord of the Rings: The Return of the King
  - Mystic River
  - Seabiscuit

### Beste Art Direction
- The Lord of the Rings: The Return of the King
  - Kill Bill: Vol. 1
  - The Last Samurai
  - Master and Commander: The Far Side of the World
  - Seabiscuit
  - Whale Rider

### Beste kostuums
- The Last Samurai
  - The Company
  - The Lord of the Rings: The Return of the King
  - Master and Commander: The Far Side of the World
  - Pirates of the Caribbean: The Curse of the Black Pearl
  - Seabiscuit

## Televisie

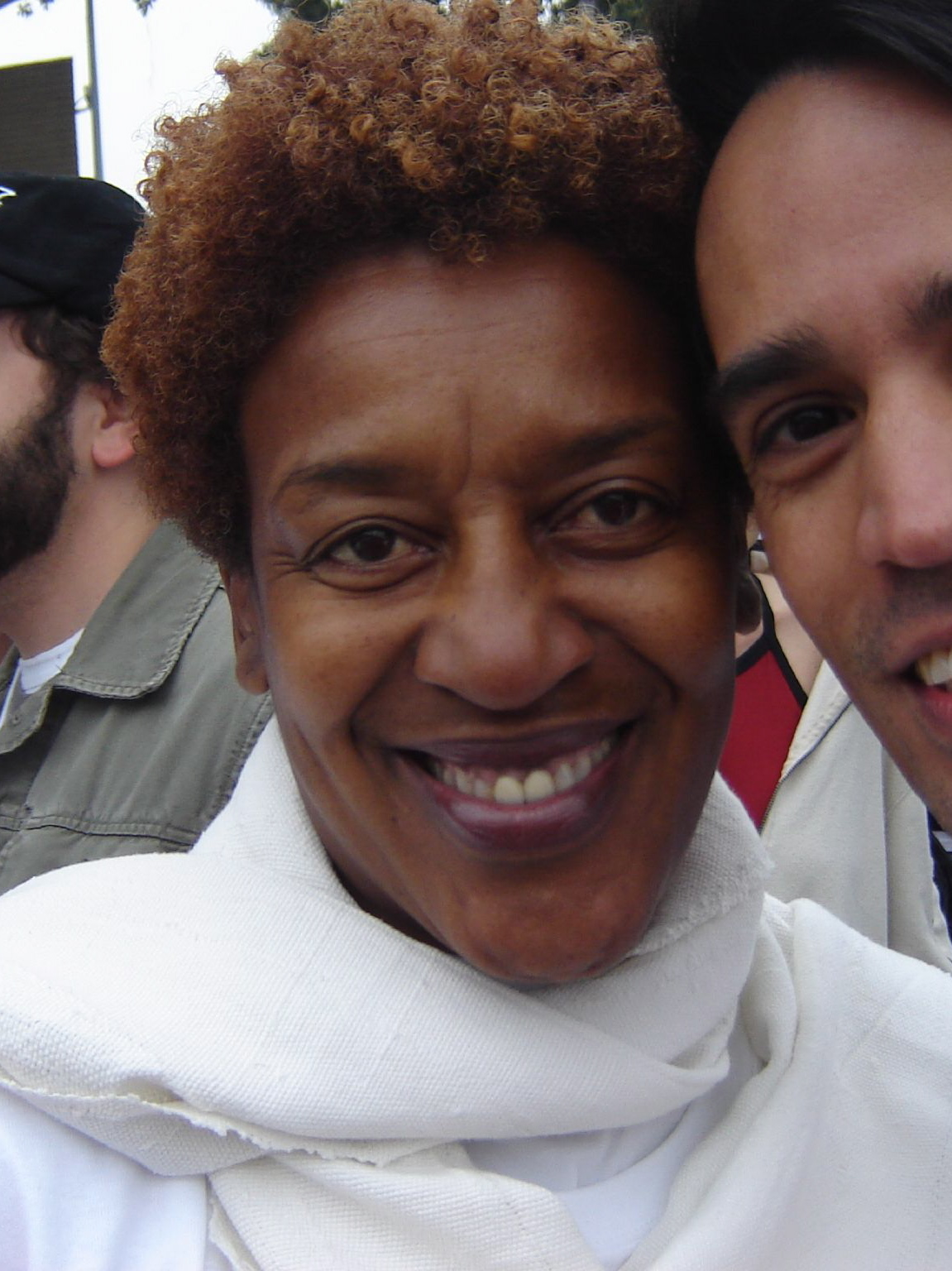
CCH Pounder (The Shield), winnaar beste actrice in een dramaserie

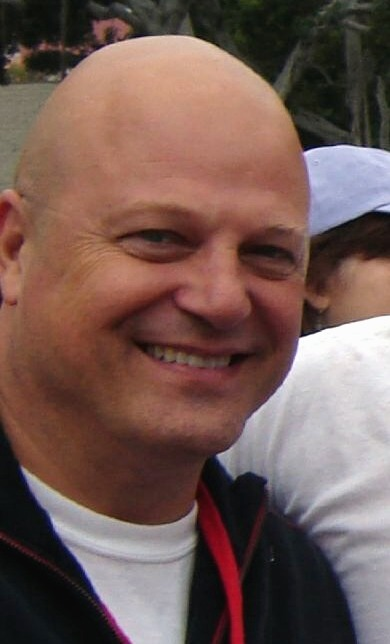
Michael Chiklis (The Shield), winnaar beste acteur in een dramaserie

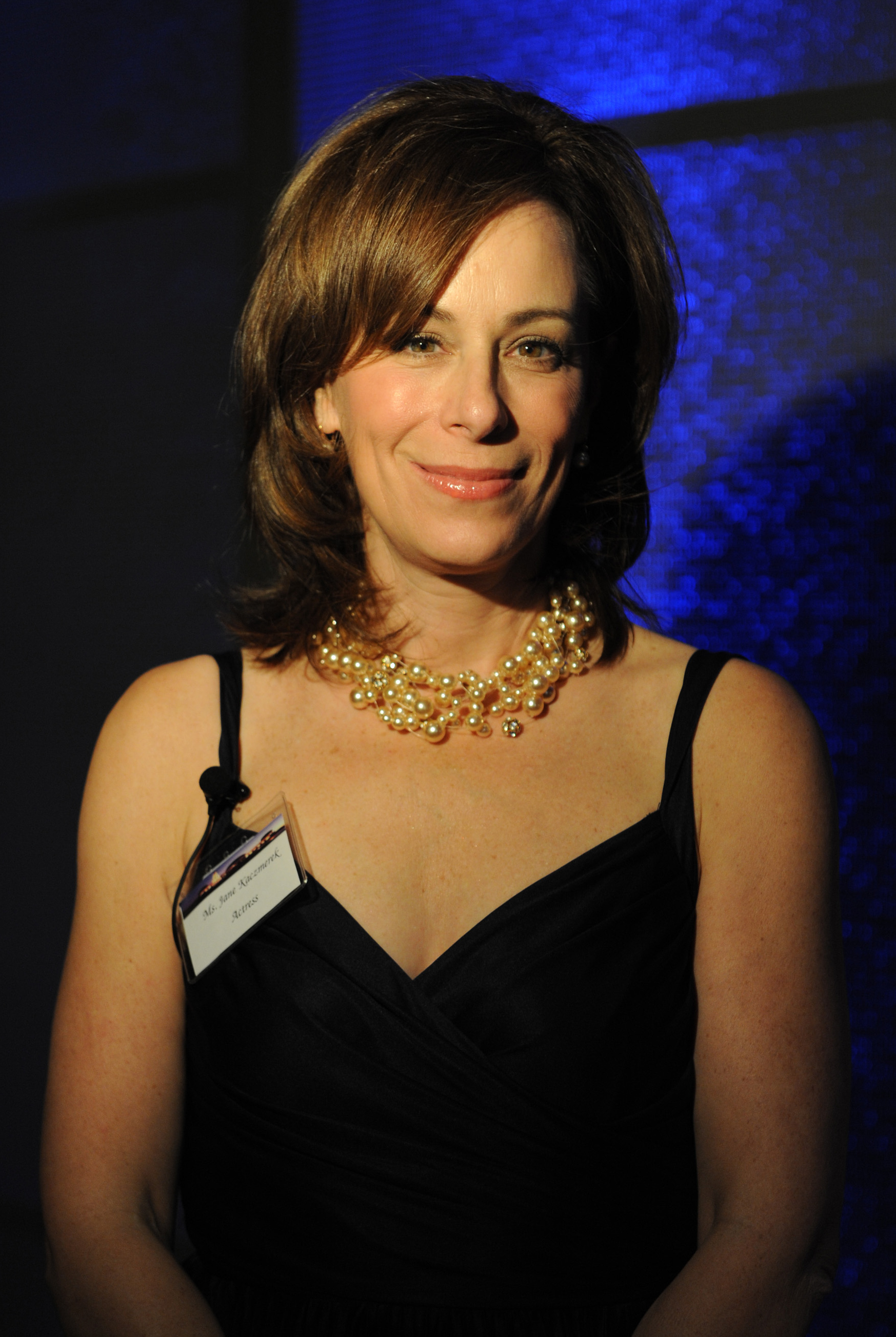
Jane Kaczmarek (Malcolm in the Middle), winnaar beste actrice in een komische of muzikale serie

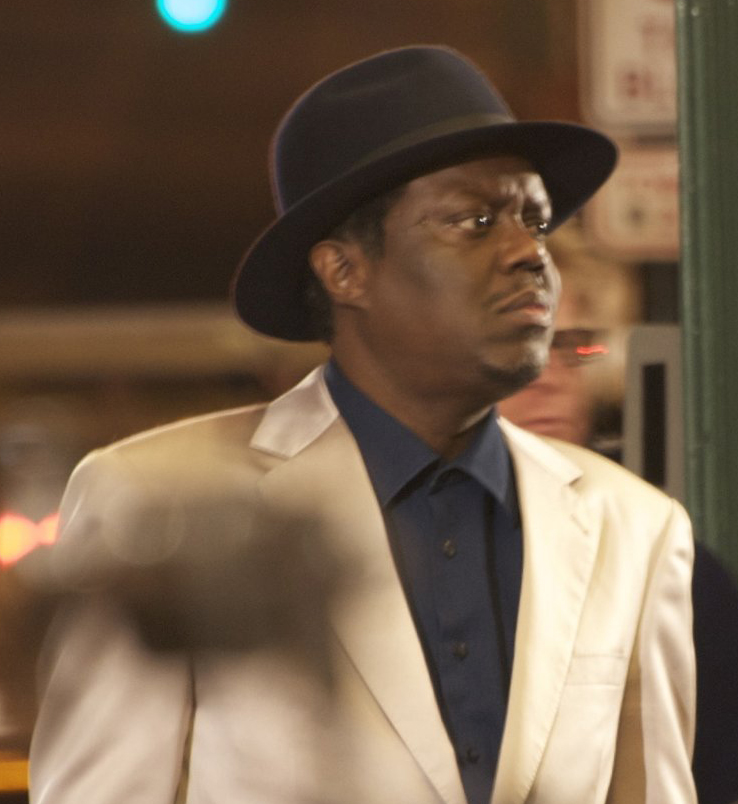
Bernie Mac (The Bernie Mac Show), winnaar beste acteur in een komische of muzikale serie

### Beste dramaserie
- The Shield
  - Boomtown
  - Carnivàle
  - Law & Order: Special Victims Unit
  - Nip/Tuck
  - Six Feet Under

### Beste komische of muzikale serie
- Arrested Development
  - Da Ali G Show
  - The Bernie Mac Show
  - Curb Your Enthusiasm
  - Kid Notorious
  - Sex and the City

### Beste miniserie
- Angels in America
  - Children of Dune
  - Out of Order
  - Doctor Zhivago
  - Helen of Troy
  - Hornblower: Loyalty

### Beste televisiefilm
- Rudy: The Rudy Giuliani Story
  - Normal
  - My House in Umbria
  - Our Town
  - Pancho Villa – Mexican Outlaw
  - Soldier's Girl

### Beste actrice in een dramaserie
- CCH Pounder - The Shield
  - Jennifer Garner - Alias
  - Amy Madigan - Carnivàle
  - Ellen Muth - Dead Like Me
  - Joely Richardson - Nip/Tuck
  - Amber Tamblyn - Joan of Arcadia

### Beste acteur in een dramaserie
- Michael Chiklis - The Shield
  - David Boreanaz - Angel
  - Anthony LaPaglia - Without a Trace
  - Julian McMahon - Nip/Tuck
  - David Paymer - Line of Fire
  - Nick Stahl - Carnivàle

### Beste actrice in een komische of muzikale serie
- Jane Kaczmarek - Malcolm in the Middle
  - Lauren Graham - Gilmore Girls
  - Bonnie Hunt - Life with Bonnie
  - Debra Messing - Will & Grace
  - Alicia Silverstone - Miss Match
  - Wanda Sykes - Wanda at Large

### Beste acteur in een komische of muzikale serie
- Bernie Mac - The Bernie Mac Show
  - Sacha Baron Cohen - Da Ali G Show
  - Bryan Cranston - Malcolm in the Middle
  - Larry David - Curb Your Enthusiasm
  - Eric McCormack - Will & Grace
  - Tony Shalhoub - Monk

### Beste actrice in een televisiefilm of miniserie
- Meryl Streep - Angels in America
  - Felicity Huffman - Out of Order
  - Jessica Lange - Normal
  - Helen Mirren - The Roman Spring of Mrs. Stone
  - Mary Tyler Moore - Blessings
  - Maggie Smith - My House in Umbria

### Beste acteur in een televisiefilm of miniserie
- James Woods - Rudy: The Rudy Giuliani Story
  - Robert Carlyle - Hitler: The Rise of Evil
  - Troy Garity - Soldier's Girl
  - Lee Pace - Soldier's Girl
  - Al Pacino - Angels in America
  - Tom Wilkinson - Normal

### Beste actrice in een bijrol in een dramaserie
- Mary Steenburgen - Joan of Arcadia
  - Amy Acker - Angel
  - Adrienne Barbeau - Carnivàle
  - Loretta Devine - Boston Public
  - Lena Olin - Alias
  - Gina Torres - Angel

### Beste acteur in een bijrol in een dramaserie
- Neal McDonough - Boomtown
  - Andy Hallett - Angel
  - Hill Harper - The Handler
  - Anthony Heald - Boston Public
  - Michael Rosenbaum - Smallville
  - Gregory Smith - Everwood

### Beste actrice in een bijrol in een komische of muzikale serie
- Jessica Walter - Arrested Development
  - Kelly Bishop - Gilmore Girls
  - Kim Cattrall - Sex and the City
  - Jane Leeves - Frasier
  - Christa Miller - Scrubs
  - Portia de Rossi - Arrested Development

### Beste acteur in een bijrol in een komische of muzikale serie
- Jeffrey Tambor – Arrested Development
  - David Cross – Arrested Development
  - David Alan Grier – Life with Bonnie
  - Sean Hayes – Will & Grace
  - Matt LeBlanc – Friends
  - David Hyde Pierce – Frasier

### Beste actrice in een bijrol in een televisiefilm of miniserie
- Justine Bateman - Out of Order
  - Jayne Atkinson - Our Town
  - Anne Bancroft - The Roman Spring of Mrs. Stone
  - Jane Curtin - Our Town
  - Mary-Louise Parker - Angels in America
  - Emma Thompson - Angels in America

### Beste acteur in een bijrol in een televisiefilm of miniserie
- Justin Kirk - Angels in America
  - Eion Bailey - And Starring Pancho Villa as Himself
  - Chris Cooper - My House in Umbria
  - Shawn Hatosy - Soldier's Girl
  - Patrick Wilson - Angels in America
  - Jeffrey Wright - Angels in America